# Luigi Rovati
Luigi Rovati   (Cinisello Balsamo, 24 de novembre de 1904 - Locarno, 8 de març de 1989) va ser un boxejador italià que va competir durant la dècada de 1930.
El 1932 va prendre part en els Jocs Olímpics de Los Angeles, on guanyà la medalla de plata de la categoria del pes pesant del programa de boxa, en perdre la final contra Santiago Lovell.
Com a professional, entre 1932 i 1937, disputà 8 combats, amb un balanç de 2 victòries, 5 derrotes i un combats declarat nul.